# Mojca Suhadolc
Mojca Suhadolc née le 7 janvier 1975 à Vrhnika est une skieuse alpine slovène.

## Biographie
En 1998 et 2002, elle a représenté la Slovénie aux Jeux Olympiques
En 2000, elle remporte la descente de Lake Louise en Super G lors de la Coupe du monde de ski alpin 2000 et finit en 3e place du Globe de Cristal en Super G.